# Сибірський край
Сибірський край — адміністративна одиниця в складі РРФСР в 1925—1930 зі столицею в Новосибірську.

## Історія
Край утворений 25 травня 1925 замість Алтайської, Єнісейської, Новомиколаївської, Омської, Томської, Іркутської губерній.
Територія краю складалася з сучасних Алтайського і Красноярського країв, Омської, Новосибірської, Томської, Кемеровської, Іркутської і частково Тюменської областей, Республіки Хакасія і Республіки Алтай.
23 липня 1930 ЦВК і РНК СРСР прийняли постанову про ліквідацію округів, яке визначило зміни і в адміністративному устрої Сибіру. Постановою ВЦВК від 30 липня 1930 край був розукрупнення на Східно-Сибірський і Західно-Сибірський краю.